# 英雄症候群
英雄症候群（えいゆうしょうこうぐん）とは、英雄願望や自己顕示欲の強い、偏った思想を持つ人間にありがちな精神状態を指す。

## 概要
英語では、ヒーロー・シンドローム（英: Hero syndrome）とも呼ばれている。ただし、「症候群」という表現を含んでいるが、実際に治療の必要とされる医学的な意味での「病気」または「精神疾患」との関連は未解明である。